# 霍恩陶恩
霍恩陶恩是奥地利施蒂利亚州穆尔河谷县的一个市镇。总面积92.63平方公里，总人口433人，人口密度4.7人/平方公里（2015年）。